# إدموندو سواريز
إدموندو سواريز (بالإسبانية: Edmundo Suárez)‏، من مواليد 22 يناير 1917، لاعب كرة قدم إسباني ومدرب سابق، توفي عام 1978 في إسبانيا تحديدا باراكالدو.
لعب مع نادي فالنسيا ويعتبر أحد أساطير النادي عبر التاريخ وقد سجل 195 هدف في الدوري مع فالنسيا ويعتبر الهداف العاشر في تاريخ الليغا الأسبانية.

## وصلات خارجية
- إدموندو سواريز على موقع قاعدة بيانات كرة القدم.إي يو (الإنجليزية)
- إدموندو سواريز على موقع ناشيونال فوتبول تيمز (الإنجليزية)